# Big five (chasse)
Pour les articles homonymes, voir Big Five.
Les big five ou big 5 (littéralement « le cinq grands ») sont un ensemble de cinq mammifères africains mis en avant par les autorités touristiques dans le cadre des safaris photographiques ou de chasse aux trophées. Les cinq animaux en question sont le lion d'Afrique, le léopard d'Afrique, l'éléphant d'Afrique, le rhinocéros noir et le buffle d'Afrique. Le big 5 a été « choisi » par Ernest Hemingway dans sa nouvelle Les Vertes Collines d'Afrique. À l'exception du buffle, ces espèces animales sont très menacées depuis le XXe siècle. Ces animaux ont été qualifiés de « grands », non à cause de leur taille, mais de la difficulté de leur chasse.

## Histoire
Au milieu du XIXe siècle, les colons créent les premières « réserves » en Afrique de l'Est, surtout pour limiter la chasse « alimentaire » pratiquée par les habitants. Elles vont vite attirer les « vieux fusils » occidentaux de l'époque victorienne. Ainsi naît le mythe du grand chasseur blanc, immortalisé par Hemingway dans Les Vertes Collines d'Afrique (1935) et Les Neiges du Kilimandjaro (1936).
La faune d'Afrique fait les frais de cet abattage « sportif ». Entre 1860 et 1930, entre 25 000 et 100 000 éléphants sont chassés chaque année ; le nombre de rhinocéros et de lions s'effondre ainsi que celui des buffles et des léopards. Dans les années 1930, les autorités créent les premiers parcs nationaux où la chasse est strictement interdite. Cependant le déclin persiste, et un moratoire d'interdiction total de la chasse est adopté en 1973. Mais la raréfaction des grands chasseurs laisse le champ libre aux braconniers, et les années 1970-1980 sont marquées par la guerre de l'ivoire, le trafic de cornes de rhinocéros, de peaux de léopard, etc. Les « Big Five » sont décimés à grande échelle ; certains frôlent l'extinction. En Tanzanie, on voit 80 % des effectifs d'éléphants disparaître. Dans les années 1980, États et associations se portent au secours de la faune, sauvant même des espèces quasi-moribondes. Au début du XXIe siècle, l'avenir des grands animaux d'Afrique reste toujours préoccupant.
Pour les safaris de chasse, 16 400 étrangers sont venus en Afrique entre octobre 2006 et octobre 2008 dépenser plus de 70 millions d'euros selon l'Association des chasseurs professionnels d'Afrique du Sud. L'exportation des trophées de chasse a augmenté de 1 500 pièces en 2000 à 4 000 pièces en 2008. L'engouement pour la chasse au gros gibier a entraîné le développement d'enchères aux animaux sauvages (Wildlife Auctions) organisées par les réserves où les animaux sauvages sont vendus au plus offrant (un rhinocéros peut atteindre 42 000 euros).
L'Angola, le Botswana, la Zambie, l'Ouganda, la Namibie, l'Éthiopie, l'Afrique du Sud, le Kenya, la Tanzanie, le Zimbabwe, la République démocratique du Congo, le Rwanda et le Malawi sont les principaux pays dans lesquels sont présents les animaux du big five.
L'état américain d'Alaska revendique son  big five, composé du grizzli (ou de l'ours kodiak), du caribou, de l’orignal, du loup du Canada et du mouflon canadien (ou du mouflon de Dall),.

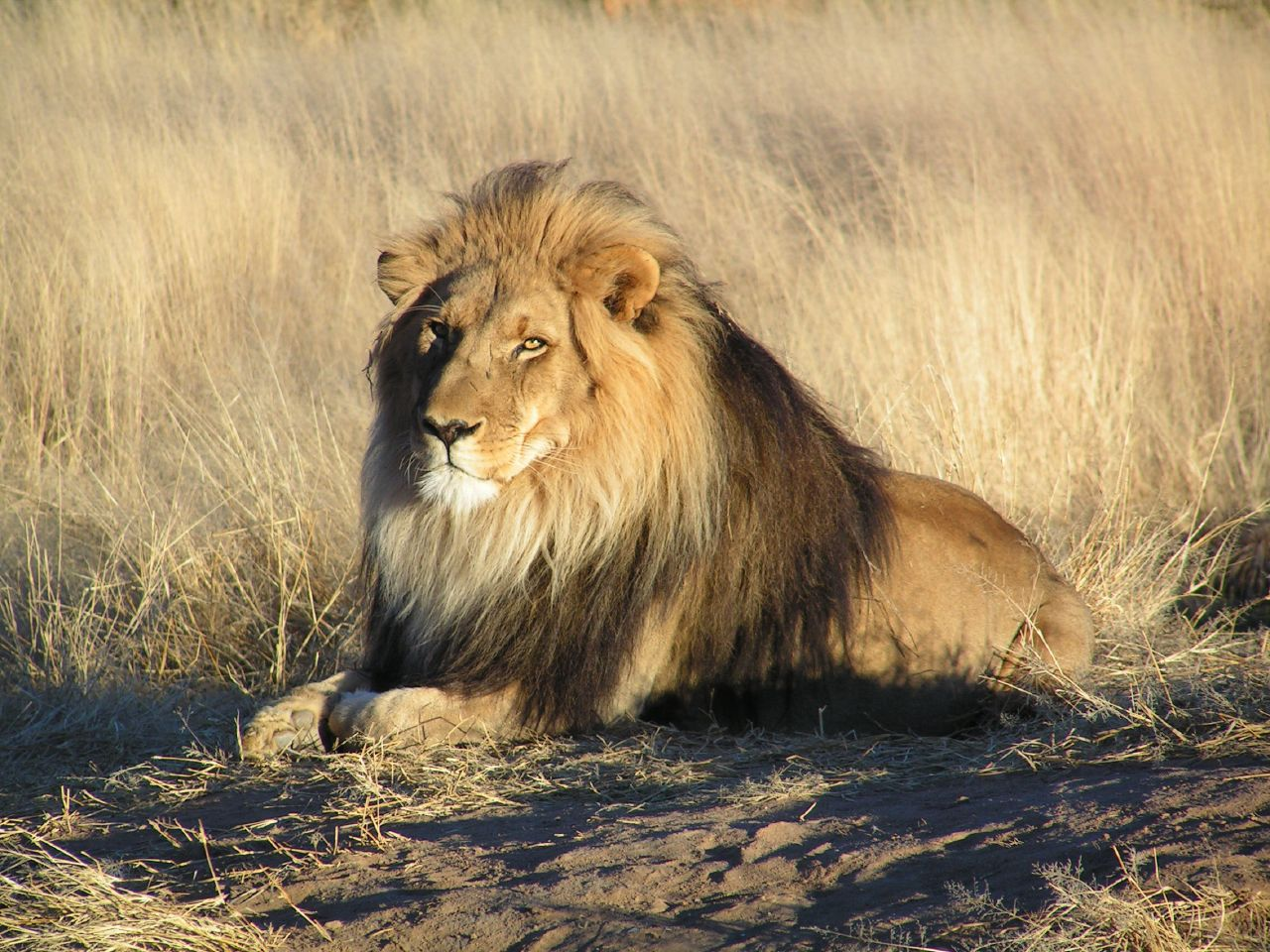
Lion (Panthera leo)
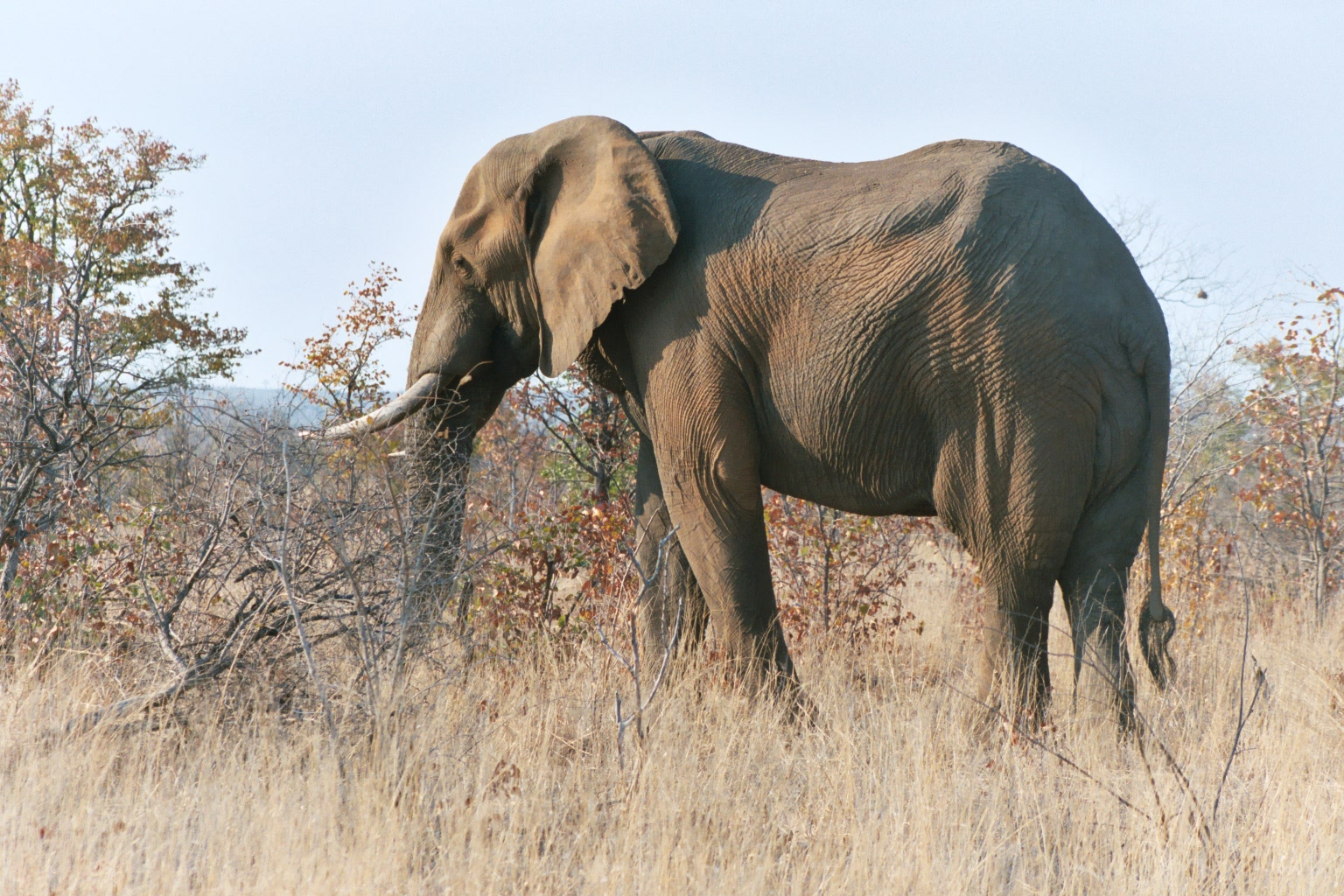
Éléphant d'Afrique (Loxodonta africana)
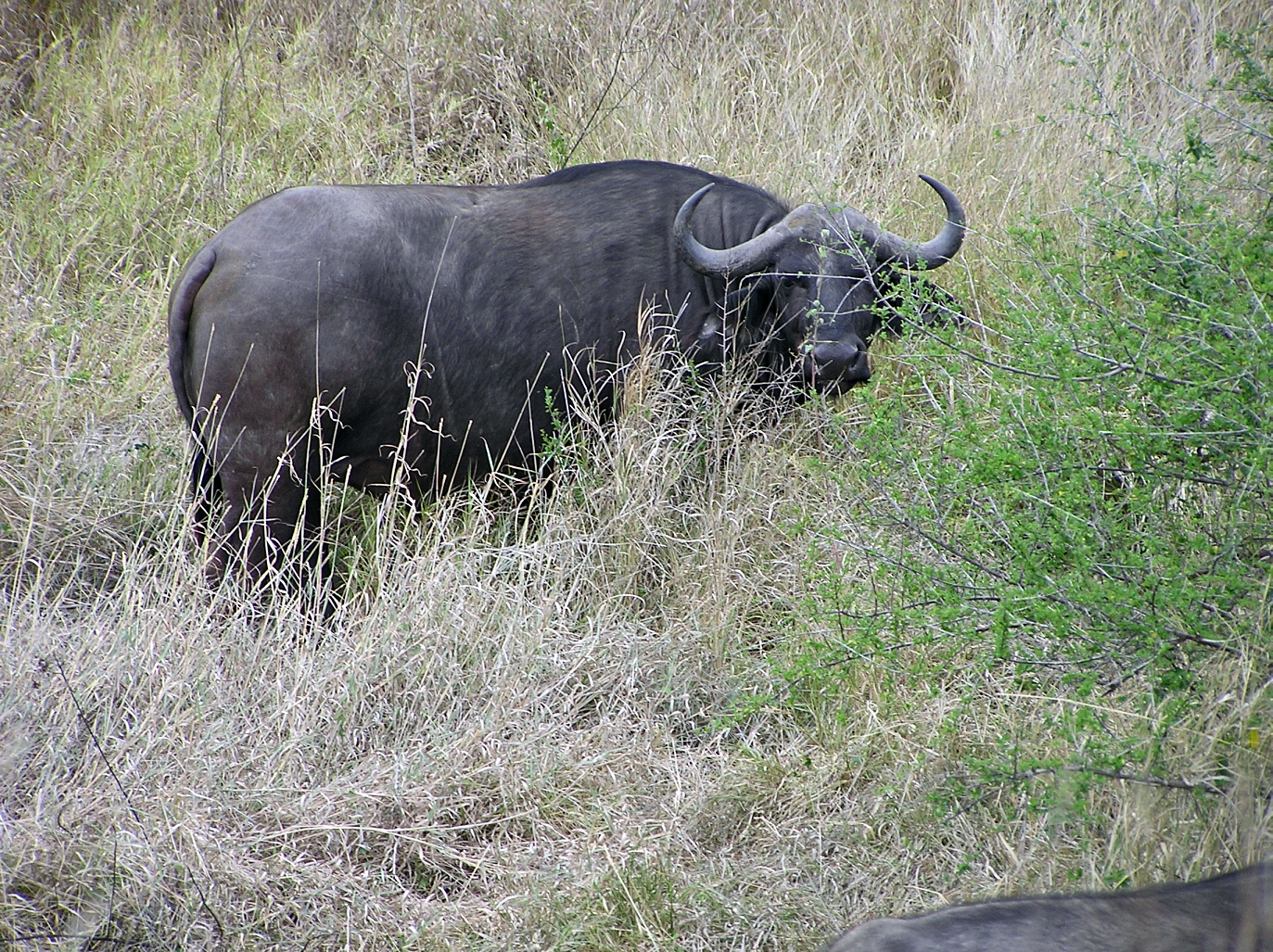
Buffle d'Afrique (Syncerus caffer)
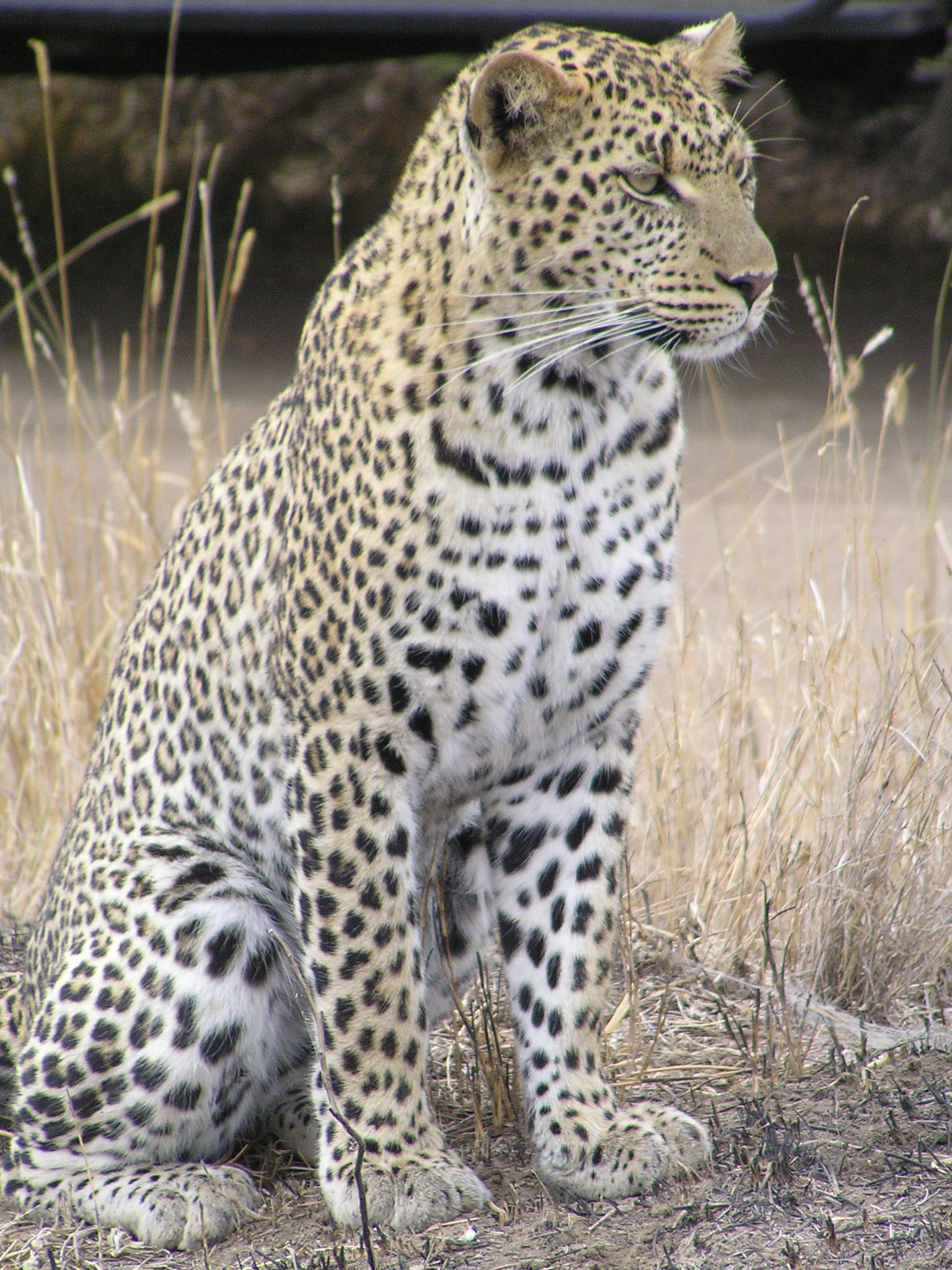
Léopard (Panthera pardus)
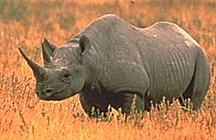
Rhinocéros noir (Diceros bicornis)

### Lion d'Afrique
Le lion d'Afrique est la cible la plus prisée des chasseurs. Les trois quarts de la population des lions, estimée à 20 000 individus en 2011 se trouvent dans l'Est et le Sud de l'Afrique. La protection du lion est maximale dans les réserves, mais la situation est préoccupante en dehors de celles-ci. Trophée : la peau du lion, plus la crinière est grande, plus prestigieux est le trophée.

### Éléphant d'Afrique
L'éléphant d'Afrique a pu être sauvé par l'action de la Convention sur le commerce international des espèces de faune et de flore sauvages menacées d'extinction (CITES) qui a interdit le commerce de tout ou partie de l'éléphant (notamment son ivoire). La population sauvage est estimée en 2011 entre 472 000 et 500 000 individus. Cependant, dans certaines régions africaines, comme en Tanzanie ou en Zambie, les éléphants causent des dégâts considérables aux cultures. Trophée : les défenses.

### Buffle d'Afrique

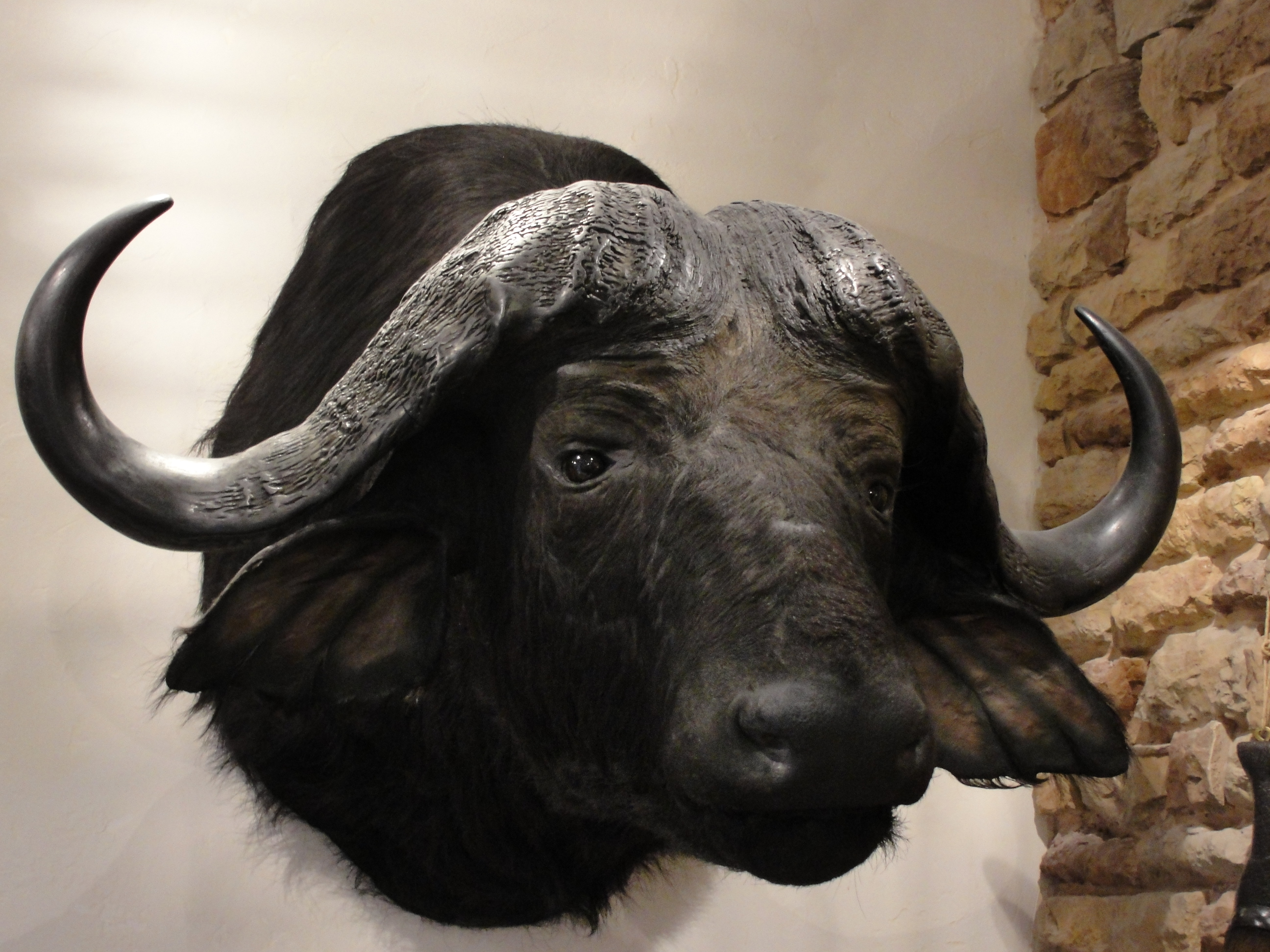

Le buffle d'Afrique a une population estimée à plus d'un 660 000 d'individus.
C'est de loin le plus dangereux du big 5, puisqu'il peut attaquer en premier, avant même que le chasseur ait pu ouvrir le feu. Et s'il est blessé, il chargera de toute manière, ce qui implique l'utilisation de munitions de chasse de grande puissance, comme le .458 Winchester Magnum.
Il est plus facile de lui tendre une embuscade près d'un point d'eau tôt le matin.
Trophée : les cornes, plus la distance entre ses deux pointes est grande, plus prestigieux est le trophée.

### Léopard
Les populations de léopards sont estimées à environ 700 000 individus dans toute l'Afrique, hormis l'Afrique du Nord où il a disparu. Chasseur nocturne, il doit son abondance à son caractère discret. Les principales menaces pesant sur l'espèce sont la chasse pour sa peau et les représailles des éleveurs lorsqu'il s'attaque au bétail.
Le chasseur safari peut l’appâter avec une carcasse de babouin ou d'antilope accrochée à une branche solide, et se poster à l'est de l'arbre, de sorte que la silhouette de l’appât soit visible au crépuscule. Trophée : la peau.

### Rhinocéros noir
La corne du rhinocéros noir a longtemps été recherchée comme aphrodisiaque ou signe de virilité. Les populations ont été chassées à outrance, l'une des quatre sous-espèces a été déclarée éteinte le 11 novembre 2011 par l'UICN,. Lors des safaris du début du XXe siècle, le rhinocéros fut relativement facile à chasser, puisqu'il se laisse facilement approcher, contrairement au buffle. Trophée : la tête avec corne.

## Dérives

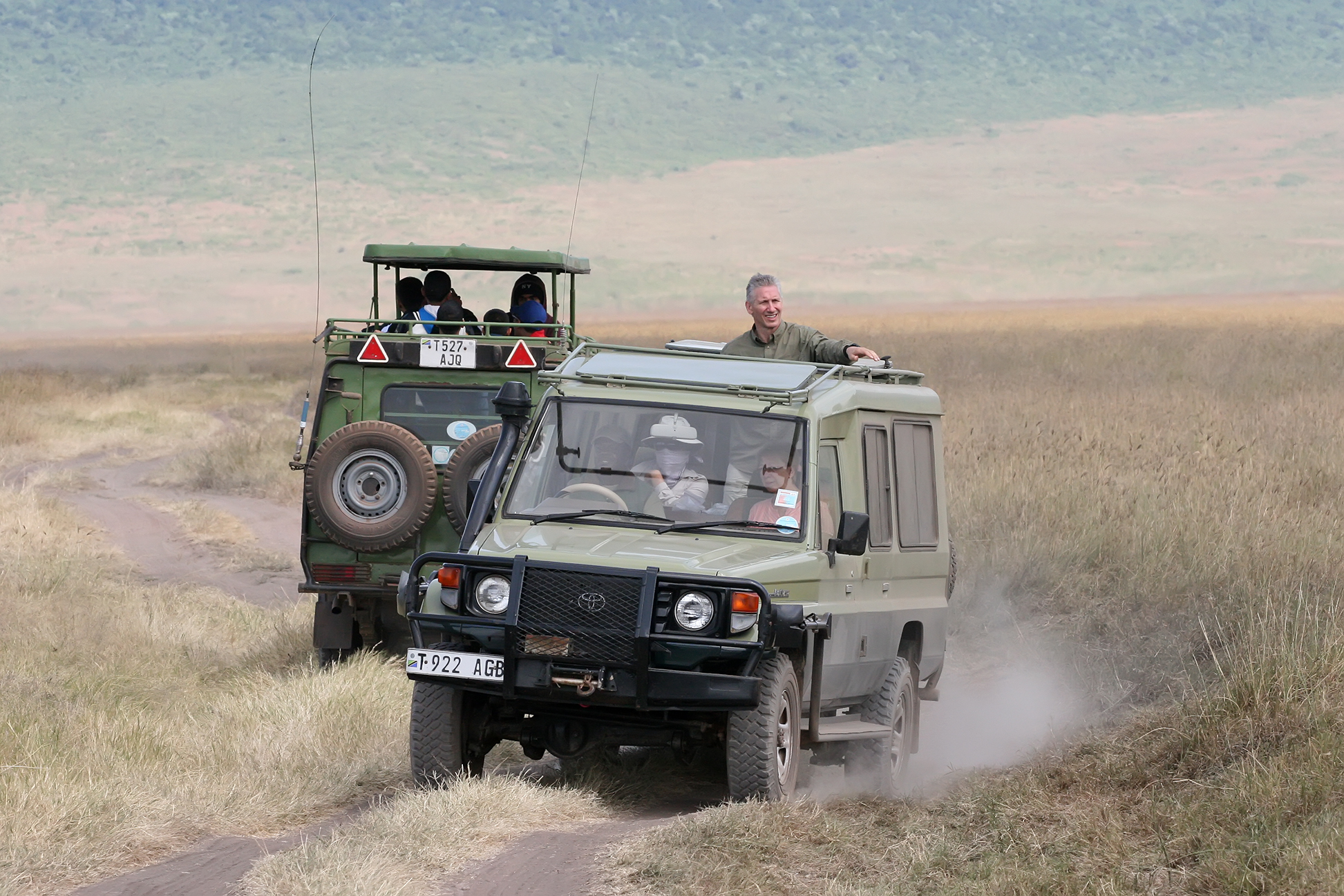
Véhicules de safari dans le cratère du Ngorongoro.

Les safaris peuvent être atteints de dérives graves pour le bonheur de riches chasseurs prêts à payer pour tuer l'un des big 5. Ainsi, dans certaines chasses privées, les animaux sauvages peuvent être drogués pour être plus facilement tués, ou alors des animaux élevés en captivité peuvent être présentés comme des animaux sauvages.
L'élevage d'animaux en captivité à des fins de chasse (la chasse close ou en anglais canned hunting) n'est pas considéré comme interdit par la Cites car il ne s'agit pas d'animaux sauvages. Cependant, les petits sont souvent prélevés dans la nature. En 2006, une loi interdit cette pratique. Toutefois, comme il s'agit d'animaux captifs, il est impossible de les relâcher dans la nature. Le gouvernement ne pouvant tous les recueillir (seulement 1 000 places disponibles pour 5 000 lions captifs), les éleveurs de fauves ont pu continuer leur activité.
Des failles administratives sur la distribution des permis de chasse sont également exploitées afin d'obtenir le maximum de permis.
Même pour les safaris plus « écologiques », les dérives peuvent exister. Par exemple, lors des safaris photos au cratère du Ngorongoro où le nombre de véhicules est limité à cinq par animal, les guides se préviennent par radio pour s'approcher des animaux, peu importe le nombre de 4x4 sur le site. La « chasse écologique », où les animaux sont endormis plutôt que tués, a été interdite car certains animaux avaient été tirés jusqu'à huit fois par mois, mettant leur santé en danger.

## Armement
L'Afrique australe est le terrain de chasse privilégié en Afrique. Dans les pays où la chasse au Big 5 est autorisée, un calibre minimal de 9,3 x 64 mm ou le .375 Holland & Holland Magnum et plus, peut être  imposé par la juridiction, pour des raisons de prise de responsabilités par les autorités en cas d'accidents survenus lors d'utilisation de munitions de moyenne et faible puissance sur le gros gibier. En général, on utilise des munitions telles que celles citées ci-dessus plus  le .450/400, .404 Jeffery, .416 Rigby, .416 Remington Magnum, .416 Ruger, .458 Winchester Magnum, .458 Lott, .450 Rigby, .450 Nitro Express, .470 Nitro Express, .500 Nitro Express, .505 Gibbs, .500 Jeffery et voire plus (le .577 Tyrannosaur ou encore le .700 Nitro Express). Le prix unitaire des cartouches peut varier entre 6 et 30 euros pièce, voire plus. Le calibre minimal est le 9,3 × 62 mm dit Mauser qui a fait ses preuves mais seulement entre les mains de chasseurs expérimentés. D'autre calibres inférieurs en poids et diamètre pourraient être suffisamment efficaces, mais avec davantage de risques pour le chasseur. Les carabines qui peuvent tirer ces calibres sont très solides et lourdes, certaines pouvant aller jusqu'à 5 kg. Selon la distance de tir prévue, elles seront équipées soit d'une « visée  mécanique ouverte » (« open sight ») soit d'une lunette à faible grossissement (1,5-5x24 par exemple), soit d'un « point rouge » qui accepte le fort recul.
Leur finition va de « l'outil » à l'œuvre d'art et leur prix est en conséquence. Les carabines  traditionnelles sont les carabines Double Express (canons juxtaposés). Elles sont aussi les plus chères.[réf. nécessaire].

## Billets de banque sud-africains
Les billets sud-africains de 10, 20, 50, 100, et 200 Rands portent respectivement, au recto, un dessin de rhinocéros, éléphant, lion, buffle et léopard.